# Los Montes
Die Comarca Los Montes ist eine der 10 Comarcas in der Provinz Granada. 
Die im Norden der Provinz gelegene Comarca umfasst 19 Gemeinden mit einer Fläche von 1.380,89 km².

## Lage
|      | Provinz Jaén                                |        |
| Loja | Kompassrose, die auf Nachbargemeinden zeigt |        |
|      | Vega de Granada                             | Guadix |

## Gemeinden
| Gemeinde                 | Einwohner (2024) | Fläche km² | Dichte Einw./km² | Cod INE | Postleitzahl |
| ------------------------ | ---------------- | ---------- | ---------------- | ------- | ------------ |
| Alamedilla               | 543              | 90,71      | 6                | 18002   | 18520        |
| Alicún de Ortega         | 454              | 22,83      | 20               | 18015   | 18538        |
| Benalúa de las Villas    | 1.021            | 21,65      | 47               | 18028   | 18566        |
| Campotéjar               | 1.245            | 35,81      | 35               | 18038   | 18565        |
| Colomera                 | 1.278            | 111,98     | 11               | 18051   | 18564        |
| Dehesas de Guadix        | 383              | 56,95      | 7                | 18064   | 18538        |
| Dehesas Viejas           | 640              | 13,72      | 47               | 18065   | 18567        |
| Deifontes                | 2.622            | 40,48      | 65               | 18066   | 18570        |
| Domingo Pérez de Granada | 824              | 48,93      | 17               | 18915   | 18567        |
| Gobernador               | 237              | 23,00      | 10               | 18083   | 18563, 18540 |
| Guadahortuna             | 1.830            | 121,24     | 15               | 18088   | 18560        |
| Iznalloz                 | 5.154            | 247,46     | 21               | 18105   | 18550, 18567 |
| Montejícar               | 2.020            | 87,73      | 23               | 18136   | 18561        |
| Montillana               | 1.057            | 75,17      | 14               | 18137   | 18569        |
| Morelábor                | 587              | 38,56      | 15               | 18909   | 18540        |
| Pedro Martínez           | 1.147            | 136,87     | 8                | 18152   | 18530        |
| Píñar                    | 1.060            | 125,72     | 8                | 18159   | 18568, 18562 |
| Torre-Cardela            | 712              | 15,19      | 47               | 18178   | 18563        |
| Villanueva de las Torres | 519              | 66,89      | 8                | 18187   | 18539        |
| Comarca Los Montes       | 23.333           | 1.380,89   | 17               | –       | –            |

1. ↑  Instituto Nacional de Estadística Municipal Register of Spain